# (5849) Bhanji
(5849) Bhanji es un asteroide perteneciente al cinturón de asteroides, región del sistema solar que se encuentra entre las órbitas de Marte y Júpiter, descubierto el 27 de abril de 1990 por Eleanor F. Helin desde el Observatorio del Monte Palomar, Estados Unidos.

## Designación y nombre
Designado provisionalmente como 1990 HF1. Fue nombrado Bhanji en homenaje a Alaudin Bhanji, ingeniero del Laboratorio de Propulsión a Reacción y gerente de proyectos de la Red del Espacio Profundo (DSN) de la NASA. Se ha asegurado de que las capacidades del DSN continúen permitiendo comunicaciones con naves espaciales en todo el sistema solar, así como proporcionando caracterizaciones de radar de los cuerpos del sistema solar, incluidos numerosos asteroides.

## Características orbitales
Bhanji está situado a una distancia media del Sol de 3,182 ua, pudiendo alejarse hasta 3,211 ua y acercarse hasta 3,153 ua. Su excentricidad es 0,009 y la inclinación orbital 22,54 grados. Emplea 2073,94 días en completar una órbita alrededor del Sol.

## Características físicas
La magnitud absoluta de Bhanji es 11. Tiene 28,39 km de diámetro y su albedo se estima en 0,1823. 